# 近卫坦克第1集团军
近卫坦克第1集团军（俄语：1-я гварде́йская та́нковая Краснознамённая а́рмия，缩写作 ）是俄罗斯陆军和前苏联陆军的一支戰車軍團。该部队创立于二战时期，参与了苏德战争的一系列重要战役。二战结束后成为苏军驻德集群的一部分，军部位于德累斯顿。1993年从东德撤出，军部移至斯摩棱斯克，1999年解散。2014年重建，隶属于俄罗斯西部军区。

## 历史

### 二战
1943年1月30日，根据最高統帥部第46021号命令，在第29集团军参谋部的基础上，组建了坦克第1集团军。新组建的集团军以近卫坦克第1旅为骨干。
1943年4月28日，该集团军加入沃罗涅日方面军，之后投入库尔斯克会战。随后又接连参与了别尔哥罗德-卡尔可夫攻势、日托米尔-别尔季切夫攻势、卡梅涅茨-波杜爾斯基包圍戰。1944年4月28日，苏联国防委员会发布第0016号命令，将坦克第1集团军更名为近卫坦克第1集团军。之后继续参与了利沃夫-桑多梅日攻勢、維斯瓦河-奧得河攻勢、东波美拉尼亚攻势和最终的柏林战役。
在整个二战期间，近卫坦克第1集团军从库尔斯克一直推进到柏林，作战路线长达三千公里，全军共132人获得苏联英雄荣誉。

### 2022年俄羅斯入侵烏克蘭
2022年，近衛坦克第1軍團於入侵烏克蘭初期在進攻切爾尼戈夫州期間，以及於同年秋季於烏克蘭軍隊反攻哈爾科夫州期間，損失大量人員和軍備。其中第4近卫坦克师的第12近衛坦克團和第13近衛坦克團在同年九月的短短幾日内損失接近100輛坦克。

## 结构

### 苏德战争时期
苏德战争时期，近卫坦克第1集团军包括如下单位：
- 总部
- 第11近卫坦克军
- 第8近卫机械化军
- 第4近卫高射炮师
- 第64近卫坦克旅
- 第19自行火炮旅
- 第197轻型炮兵旅
- 第17机动工程旅

- 第11近卫重型坦克团
- 第79近卫迫击炮团
- 第6摩托化团
- 第3近卫独立通信团
- 第191近卫航空通信团
- 第35汽车运输团

- 第12近卫摩托化营
- 第13近卫机动工程营
- 第14近卫机动工程营
- 第20独立机动浮桥营
- 第6修复营
- 第583移动手术医院

### 1991年
1991年，近卫坦克第1集团军主要包括如下单位：
- 第9坦克师
- 第11近卫坦克师
- 第20近卫机械化步兵师
- 第308炮兵旅
- 第181近卫导弹旅
- 第432导弹旅
- 第53防空导弹旅
- 第41后勤旅
- 其他各类团、营单位

### 2021年
2021年，近卫坦克第1集团军主要包括如下单位：
- 第4近卫坦克师
- 第47近卫坦克师（英语：47th Guards Tank Division）
- 第2近卫塔曼摩托化步兵师
- 第27独立近卫机械化步兵旅
- 第288炮兵旅（俄语：288-я артиллерийская бригада）
- 第112近卫导弹旅（俄语：112-я гвардейская ракетная бригада）
- 第49防空导弹旅（英语：49th Anti-Aircraft Missile Brigade）
- 第60控制旅（俄语：60-я бригада управления）
- 第96独立侦察旅（俄语：96-я отдельная разведывательная бригада）
- 第6工程团
- 第20核生化防护团
- 第231独立爆炸物处置营
- 第231独立通信营